# هارلان تومسون
هارلان تومسون (بالإنجليزية: Harlan Thompson)‏ هو كاتب سيناريو أمريكي، ولد في 24 سبتمبر 1890 في هانيبال في الولايات المتحدة، وتوفي في 29 أكتوبر 1966 في نيويورك في الولايات المتحدة.

## وصلات خارجية
- هارلان تومسون على موقع IMDb (الإنجليزية)
- هارلان تومسون على موقع ألو سيني (الفرنسية)
- هارلان تومسون على موقع ميوزك برينز (الإنجليزية)
- هارلان تومسون على موقع أول موفي (الإنجليزية)
- هارلان تومسون على موقع قاعدة بيانات برودواي على الإنترنت (الإنجليزية)
- هارلان تومسون على موقع قاعدة بيانات الأفلام السويدية (السويدية)
- هارلان تومسون على موقع قاعدة بيانات الفيلم (الإنجليزية)
- هارلان تومسون على موقع كينوبويسك (الروسية)